# Francisco Gutiérrez Álvarez
Francisco Gutiérrez Álvarez (* 3. Juni 1980) ist ein spanischer Radrennfahrer.

## Karriere
Francisco Gutiérrez gewann 2002 die Gesamtwertung der Copa de España und eine Etappe der Vuelta a Navarra. Später bei der Weltmeisterschaft im belgischen Zolder sicherte er sich die Silbermedaille im Straßenrennen der U23-Fahrer hinter dem Sieger Francesco Chicchi. 2003 und 2004 fuhr er für das spanische Radsport-Team Café Baqué. In der Saison 2005 gewann er wieder die Gesamtwertung der Copa de España, eine Etappe bei der Vuelta a Ávila und eine Etappe sowie die Gesamtwertung der Vuelta a Salnes. 2006 war Gutiérrez dann bei Prueba Santa Cruz, der Copa de España, der Vuelta a Cantabria, La Montaña Vasca und Altzoko Igoera erfolgreich.

## Erfolge
2002
- eine Etappe Vuelta a Navarra

## Teams
- 2003 Labarca-2 Cafés Baqué
- 2004 Cafés Baqué